# Kukavke
 Ovo je glavno značenje pojma Kukavke. Za druga značenja pogledajte Kukavke (razdvojba).
Kukavke (lat. Cuculiformes) su red u razredu ptica.
Red ima jednu porodicu a tradicionalno su joj pripisivane i porodice hoacina koja ima samo jednu vrstu hoacin, i turakoa s oko 23 vrste. Turakoi imaju najčešće vrlo šareno perje i uglavnom žive u šumama Afrike. Ove druge dvije porodice danas se vode kao samostalni redovi Opisthocomiformes i Musophagiformes.
U porodici kukavica ima oko 140 vrsta, od kojih više od 50 parazitiraju gnijezda drugih ptica. To su uglavnom srednje velike ptice koje se najčešće zadržavaju u šumovitim područjima, kao i onim obraslim grmljem. Mužjaci i ženke se često veličinom i težinom jako razlikuju.

## Sistematika kukavki
Red: Kukavke (Cuculiformes)
- porodice: 
  - Kukavice[1] (Cuculidae)
  - Opisthocomidae

## Vanjske poveznice
|  | Zajednički poslužitelj ima još gradiva o temi Cuculiformes |
|  | Wikivrste imaju podatke o taksonu Cuculiformes             |